# Röszke
Röszke är en ort i Ungern. Den ligger i provinsen Csongrád-Csanád, i den centrala delen av landet, 160 km sydost om huvudstaden Budapest. Röszke ligger 79 meter över havet och antalet invånare är 3 241. Orten ligger alldeles vid gränsen till Serbien.
Den viktiga motorvägen mellan Budapest och Belgrad går förbi Röszke. Det är också vid Röszke som gränskontrollen mellan Ungern och Serbien sker.